# Avanton
Avanton är en kommun i departementet Vienne i regionen Nouvelle-Aquitaine i västra Frankrike. Kommunen ligger i kantonen Neuville-de-Poitou som tillhör arrondissementet Poitiers. År 2022 hade Avanton 2 227 invånare.

## Befolkningsutveckling
Antalet invånare i kommunen Avanton
| Referens: INSEE |